# Condado de Wexford
Wexford (em irlandês Loch Garman) é um condado da República da Irlanda, na província de Leinster, no sul do país.
Seus limites são o Condado de Wicklow a norte, o Mar da Irlanda a leste e sul, o Condado de Waterford e o Condado de Kilkenny a oeste e o Condado de Carlow a noroeste.
A capital tem o mesmo nome do condado. O porto de Rosslare, com conexões para Fishguard e Pembroke Dock, no País de Gales, e Cherbourg e Roscoff, na França, também se localiza em Wexford.

## Personalidades
- Abão de Magheranoidhe